# Kontich-Lint
Kontich-Lint (ned: Station Kontich-Lint) – stacja kolejowa w Kontich, w prowincji Antwerpia, w Belgii. Znajduje się na linii Bruksela - Antwerpia i  Kontich - Lier. 
Kasy biletowe są otwarte tylko w dni powszednie w godzinach 5:45-13:00.

## Linie kolejowe
- 13 Kontich - Lier
- 25 Bruksela - Antwerpia
- 27 Bruksela - Antwerpia

## Połączenia
| Typ pociągu | Trasa                                   | Takt             |
| ----------- | --------------------------------------- | ---------------- |
| L           | Antwerpia Centralna - Bruxelles-Midi    | codziennie: 1x/h |
| L           | Antwerpia Centralna - Bruksela - Nijvel | w tygodniu: 1x/h |